# بورگشوالباخ
بورگشوالباخ (به آلمانی: Burgschwalbach) یک شهر در آلمان است که در Verbandsgemeinde Hahnstätten واقع شده‌است. بورگشوالباخ ۱٬۱۲۰ نفر جمعیت دارد.